# 권오남
권오남(1961년 ~)은 대한민국의 수학 및 수학교육학자로 서울대학교 수학교육과의 교수이다.

## 학력
1983년 이화여자대학교 수학교육과를 졸업했고, 1985년 서울대학교에서 이학 석사학위를 취득한 후 미국 인디애나 대학교에서 1993년 이학박사, 교육학석사 학위를 취득하였다.

## 경력
1993년부터 10년간 이화여자대학교에서 조교수 및 부교수로 재직하였고, 2003년부터 현재까지 서울대학교에서 교수로 재직 중이다.

ㅇ 왕성한 국제적인 학술활동 및 국내수학교육학계의 국제화를 위해 기여한 수학, 수학교육학자
- 한국뿐만 아니라 아시아를 대표하는 수학교육 연구자로서 왕성한 학술활동을 하고 있다. 대학 수학 수업의 교수법에 관한 다수의 연구를 진행해왔으며, 한국인으로서는 이례적으로 ‘Notices of American Mathematical Society’에 탐구 지향 학습에서의 교수자의 역할에 관한 논문을 게재한 바 있다. 뿐만 아니라 2015년에는 국제수학교육심리학회인 PME (Psychology of Mathematics Education, 이하 PME)에서 한국인 최초로 기조강연자로 초대되어 연구 성과를 국제적으로 공유하기도 하였다. 탐구 지향 학습 및 플립러닝을 적용한 미분방정식, 미적분학, 복소변수함수론, 정수론과 같은 대학 수학 전공 강좌를 운영함으로써 국내 대학 수학 교육의 발전에 기여하였다. 또한, 수학과 교육과정, 교사 전문성 개발 등에 관심이 있으며, 관련된 주제를 다루는 다수의 논문을 지속적으로 게재 중이다.
- 국제 저명 학술대회 조직위원회의 일원으로 활동하였다. 2012년‘제12차 세계수학교육대회(ICME 12, International Congress on Mathematical Education 12)’의 조직위원으로 활동하였으며, 2014년‘서울세계수학자대회(ICM 2014)’에서 국내 최초로 릴라바티상(Leelavati) 선정위원으로 위촉되었다. 2017년 PME 41 Singapore의 IPC(International Programme Committee, 이하 IPC)위원, 2018년 EARCOME 8(East Asia Regional Conference on Mathematics Education 8) IPC 위원으로 활동하였다. 또한, 2021년 EARCOME 9의 조직위원장으로서 한국에 학술대회를 유치하는 데 성공하였다.
- 국제 저명 학술지의 편집위원으로 활동 중이다. 2012년 ZDM-The International Journal on Mathematics Education의 초빙 편집위원장을 역임하였으며, 동일년도부터 Advances in Mathematics Education의 편집위원으로 활동 중이다. 2015년부터 대학 수학 교육 연구물을 다루는 IJRUME(International Journal of Research in Undergraduate Mathematics Education)의 편집위원으로, 2018년부터는 EJMSTE (Eurasia Journal of Mathematics, Science and Technology Education)의 부편집장으로 활동 중이다. 2019년에는 수학 교육 분야에서 가장 높은 인용횟수를 기록 중인 ESM(Educational Studies in Mathematics) 학술지의 편집위원으로 위촉되었다.
- 2016년부터 2018년까지 제12대 한국수학교육학회 회장을 역임하였다.  기존의 운영체계를 대폭 개선하고, 국제적인 학술행사를 다수 기획하여 성공적으로 운영하였다. 한국의 수학교육학회 최초로 외국기관인 싱가포르 NIE(National Institute of Educations)와 공동으로 주최하여 ‘2017 수학교육 관련 연합 학술대회’를 열고 학회 사상 최대 규모로 개최하였다. 국내 수학교육학회 최초로 국가수리과학연구소(NIMS, National Institute for Mathematical Science)와 공동 주최로 국제 워크숍을 개최하여 ‘미래 수학교육의 방향 및 과제’에 대한 수학교육 연구자들 간의 의미 있는 교류의 장을 열었다.

ㅇ 교과서 개발 및 교육과정 현장 안착에 기여한 수학, 수학교육학자
- 2015 개정 교육과정 고등학교 수학 교과서 6종(<수학>, <수학 Ⅰ>, <수학 Ⅱ>, <미적분>, <확률과 통계>, <기하>, 출판사: 교학사)의 대표 집필진으로 참여하였으며, 교육부ㆍ충청남도교육청 주관으로 수행된 고등학교 신설 과목인 <경제 수학>, <수학과제 탐구>, <실용 수학>의 교수ㆍ학습 자료 개발의 연구 책임자로 참여하였다. 서울대학교 사범대학 교육연수원장을 재임하면서는 이와 연계된 ‘2015 개정 교육과정에 따른 선도교원연수’와 다수의 직무연수를 기획하고 운영함으로써 학교 현장에서의 성공적인 개정 교육과정 안착에도 기여하였다.

ㅇ 창의적 교수법 연구 및 확산에 기여하였으며, 수학교육 대중화를 위해 노력해 온 수학, 수학교육학자
- 지난 2013년 서울대학교 최초로 플립러닝을 도입 및 시범 운영하였고, 운영 사례를 각 대학 교수학습센터에 공유하여 미래지향적인 교수 방법 확산에 기여하였다. 4차 산업 혁명 시대의 인재를 길러내기 위해 대학 수학교실에서의 변화를 고민하고, 다양한 시도 끝에 창의적 교수법을 개발하였다. 서울대학교 교수진 13인과 ‘서울대학교 창의성교육을 위한 교수모임’을 발족하였고, 이를 토대로 ‘한국창의성학회’를 설립하여 창의성교육연구 확장에 앞장섰다. 구성원 중 유일한 여성 교수이다.
- 대중과 함께하는 과학기술 진흥을 위하여 관련 도서 집필 및 대중 강연을 수차례 실시하였다. 2013년에 발간된 도서 ‘두근두근 수학 공감’은  ‘2013년 청소년 우수도서’로 선정되어 수학교육 대중화에 실질적으로 기여하였다. 또한, 2016년 BBC의 다큐멘터리에 출연하여 한국의 수학교사 교육을 논의하였다.

ㅇ 여성 연구자로서의 정체성을 다져온 수학, 수학교육학자
- 한국여성과학기술단체총연합회에서 2016년부터 교육홍보출판위원회 공동위원장으로서 활동하였다. 2016년에는 ‘과학하는 여자들’, 2017년에는 ‘공학하는 여자들’을 기획하였으며 ‘과학하는 여자들’의 경우에는 2017년 세종도서 교양부문에 선정되기도 하였다. 2018년부터는 한국여성과학기술단체총연합회 부회장을 겸임하였다. 2019년에는 여성과학자들의 이야기를 생생하게 담은 ‘내가 만난 여성과학자들’의 대표역자로서 활동하기도 하였다. 2019년부터 서울대학교 여성연구소의 소장직을 역임함으로써, 대표적인 여성 연구자로서의 활동을 이어나가고 있다.

## 수상
2009년, 2011년 서울대학교 교육상, 서울대학교 사범대학 교육상을 수상하였다. 2015 개정 교육과정 안착에 기여한 공로를 인정받아 2018년 교육부 표창장을 수여받았다. 국내 수학교육의 학문적 발전에 크게 기여하여 대한수학회 교육상(2017년), 한국수학교육학회 공로상(2014년, 2019년)을 수상하였다. 2020년 과학의 날 기념 정부포상으로 대통령표창을 수상하였다.

## 저서
- 국외 대표 저서
∙<Professional Development of Mathematics Teachers: An Asian Perspective> (Springer) 2016년 11월 ISBN 978-981-10-2598-3
∙<Transitions in Mathematics Education> (Springer) 2016년 7월 ISBN 978-331-93-1622-2

- 국내 대표 저서/역서
∙<수 이야기> (경문사) 2019년 11월 ISBN 979-116-07-3209-2
∙<내가 만난 여성과학자들> (해나무)  2019년 9월 ISBN 9791164050451
∙<창의혁명> (코리아닷컴) 2018년 3월 ISBN 978-899-73-9680-1
∙<코리아 아젠다– 2017 서울대 20인이 제시하는 현실비전-> (나녹) 2017년 1월 ISBN 978-899-49-4043-4
∙<사회기호학적 관점의 수학 교수ㆍ학습: 대상화이론> (경문사) 2016년 7월 ISBN 978-896-10-5964-0
∙<금융생활과 수학> (한국금융연구원)  2016년 4월 ISBN 978-895-03-0646-5
∙<수학과제의 설계와 활용> (경문사) 2015년 9월 ISBN 978-896-10-5715-8
∙<반전학습을 위한 다변수미적분학> (경문사) 2015년 3월 ISBN 978-896-10-5827-8

## 발표 논문
- 국외 대표 논문
∙Rasmussen, C, Marrongelle, K., Kwon, O. N., & Hodge, A. (2017). “Four goals for instructors using inquiry based learning”, Notices of the American Mathematics Society, 64(11), 1308-1311.
∙Kwon, O. N., Bae, Y., Oh, K. H. (2015). Design research on inquiry-based multivariable calculus: focusing on students’ argumentation and instructional design ZDM Mathematics Education, 47(6), 997-1011.
∙Rasmussen, C., & Kwon, O. N. (2007)  “An inquiry-oriented approach to undergraduate mathematics” The Journal of Mathematical Behavior, 26(3), 189-194.

- 국내 대표 논문
∙권오남, 이경원, 이아란, 한채린(2019) “한ㆍ일 수학과 교육과정의 외ㆍ내적 체재 비교 분석: 직전 교육과정과의 변화를 중심으로” 한국수학교육학회 시리즈 A <수학교육>, 58(2), 187-223.
∙권오남, 박수민, 이경원(2019). “교육과정 총론과 각론 문서 체재의 일관성의 기제: 호주와 일본 수학과 교육과정 개발 절차를 중심으로” 교육과정연구, 37(3), 171-197.
∙권오남, 박정숙, 박지현, 조형미(2013). “공동체 단위 수학교사 연수 프로그램의 개발 및 효과 - “함께 만들어가는 수학 교사 연구”를 중심으로 -“ 한국수학교육학회 시리즈 A <수학교육>, 53(2), 201-217.
∙권오남, 박재희, 오국환, 배영곤(2013). “공동체단위의 연수를 통한 나타난 고등학교수학 중심 융합수업의 개발 및 적용 사례” 한국수학교육학회 시리즈 A <수학교육>, 53(3), 357-381.
∙권오남, 박정숙, 오국환(2013). “비판적 수학교육에 대한 문헌 분석 연구” 한국수학교육학회 시리즈 A <수학교육>, 52(3), 319-334.